# Gīfān-e Bālā
Gīfān-e Bālā (persiska: گیفان بالا) är en ort i Iran.   Den ligger i provinsen Nordkhorasan, i den nordöstra delen av landet, 600 km öster om huvudstaden Teheran. Gīfān-e Bālā ligger 1 368 meter över havet och antalet invånare är 575.
Terrängen runt Gīfān-e Bālā är huvudsakligen kuperad. Gīfān-e Bālā ligger nere i en dal. Runt Gīfān-e Bālā är det ganska glesbefolkat, med 27 invånare per kvadratkilometer. Närmaste större samhälle är Kalāteh-ye Shohadā-ye Nāveh, 15,7 km sydväst om Gīfān-e Bālā. Trakten runt Gīfān-e Bālā består i huvudsak av gräsmarker.